# Société mathématique autrichienne
La Société mathématique autrichienne (en allemand : Österreichische Mathematische Gesellschaft) est la société mathématique nationale de l'Autriche et elle est membre de la Société mathématique européenne.

## Histoire
La société est fondée en 1903 par Ludwig Boltzmann, Gustav von Escherich et Emil Müller sous le nom Mathematical Society in Vienna (allemand : Mathematische Gesellschaft in Wien).
Après la Seconde Guerre mondiale elle reprend ses activités en mai 1946 et elle est formellement rétablie le 10 août 1946 par Rudolf Inzinger (en). À l'automne 1948 son nom est changé en Austrian Mathematical Society.

## Publications
La société publie la revue International Mathematical News (allemand : Internationale Mathematische Nachrichten) qui paraît trois fois par an (à ne pas confondre avec Mathematische Nachrichten, une autre revue de mathématiques sans aucun lien). La première parution date de 1947. Elle publie également la  revue mathématique Monatshefte für Mathematik en coopération avec Springer-Verlag.

## Prix
Chaque année elle décerne son principal prix, le prix de la Société mathématique autrichienne, à un jeune mathématicien prometteur. Elle décerne également d'autres prix plus mineurs.